# 东街秦氏民宅
东街秦氏民宅是一处古建筑，位于山西省太原市晋源区晋源街道东街村，建于清。
2016年6月6日，东街秦氏民宅公布为第五批山西省文物保护单位。